# NOTHING FROM NOTHING (Ayumi Hamasaki single)
NOTHING FROM NOTHING er den første single af Ayumi Hamasaki, og den eneste af hende under Nippon Columbia. Hun har også udgivet et mini-album i december samme år, med samme navn.
Da singlen/albummet kun solgte i alt 290 kopier, og derfor kun var nummer 200 på Oricon's Weekly Charts, hvor den lå i én uge, blev hun droppet af pladeselskabet. Først tre år efter kom hun så med en ny single, poker face, under sit nye pladeselskab Avex trax. 

## Tracklist
Sangene er duetter mellem Ayumi Hamasaki, Dohzi-T og DJ Bass.
01. NOTHING FROM NOTHING (05:38)

02. PAPER DOLL (05:15)

03. NOTHING FROM NOTHING – Original karaoke  (05:38)

## Oricon
| Chart               | Peak Position | Uger | Salg i alt |
| ------------------- | ------------- | ---- | ---------- |
| Oricon Weekly Chart | 200           | 1    | 290        |

| Musik | Spire Denne musikartikel er en spire som bør udbygges. Du er velkommen til at hjælpe Wikipedia ved at udvide den. |